# Herman Lent
Herman Lent (Rio de Janeiro, 3 de fevereiro de 1911 – 7 de junho de 2004) foi um parasitólogo, pesquisador e professor universitário brasileiro. 
Membro titular da Academia Brasileira de Ciências, comendador e grande oficial da Ordem Nacional do Mérito Científico e professor emérito da Fiocruz, Herman foi uma das maiores autoridades nacionais em Doença de Chagas.

## Biografia
Herman nasceu na capital fluminense, em 1911. Era filho de um casal de imigrantes judeus de nacionalidade russa de Płock, que hoje fica na Polônia, que desembarcaram no Rio de Janeiro em 1885. Herman fez o secundário no Colégio Militar do Rio de Janeiro que, na época, era um colégio secundário considerado muito bom e se formou agrimensor em 1928. Seu pai quis lhe dar o melhor ensino disponível na época e por indicação de um engenheiro da Escola Politécnica, ele foi matriculado no colégio militar.
Depois de se formar no secundário, Herman ingressou no curso de Medicina da atual Universidade Federal do Rio de Janeiro (UFRJ), mas não tinha interesse em praticar medicina ou trabalhar em hospitais. Porém a medicina era a única saída na época para aqueles interessados em história natural e biologia. Formado em 1934, enquanto ainda era estudante, começou a visitar o então Instituto Oswaldo Cruz (hoje a Fiocruz), onde pode participar do curso de parasitologia de Lauro Pereira Travassos e de Adolfo Lutz, entre 1931 e 1932. O curso o influenciou profundamente e o convenceu a trabalhar com parasitas e taxonomia de vetores.
Junto de Joaquim Teixeira de Freitas, os dois formaram uma prolífica parceria, com publicações de artigos sobre a sistemática de parasitas helmintos, principalmente nematoides, de animais selvagens. Entre 1934 e 1938, Herman participou de várias expedições científicas pelo país para coletar helmintos, que levaram a várias novas descobertas e descrições.
Seu trabalho com helmintos o levou a se interessar e a estudar insetos Triatominae, vetores para a Doença de Chagas, junto de Arthur Neiva. Herman foi chefe honorário do laboratório de Parasitologia do Instituto de Higiene de Assunção, no Paraguai, durante uma expedição científica e foi chefe do Departamento de Entomologia (1950, 1954–1956 e 1959–1961) e da Divisão de Zoologia (1961–1964), da Fiocruz.
Herman também foi professor do Colégio Pedro II, da Escola de Medicina e Cirurgia da UFRJ, de cursos de Saúde Pública do Ministério da Saúde, professor conferencista do CNPq, e da pós-graduação em universidades da Bahia, Paraná, Rio de Janeiro, entre outros.
Foi casado com a química-farmacêutica, Maria Gregória Rivarola, com quem teve um filho, o neurocientista e professora da UFRJ, Roberto Lent.

## Ditadura
Sua carreira científica foi interrompida pelo governo militar em 1970 quando ele e mais outros nove pesquisadores pioneiros da Fiocruz foram proibidos de trabalhar, evento conhecido como o Massacre de Manguinhos. Além de não poder trabalhar em qualquer instituição científica ou universitária, seus direitos civis também foram suspensos por dez anos.
Herman trabalhou neste período fazendo traduções e trabalho de edição de artigos científicos. Escreveu para colegas em outros países em busca de uma colocação e conseguiu uma na Universidade dos Andes, em Mérida, entre 1972 e 1974, cujo laboratório de Entomologia hoje se chama Laboratório Herman lent em sua homenagem.
Entre 1975 e 1976, Herman trabalhou como pesquisador associado do Museu Americano de História Natural de Nova York, a convite de um ex-aluno seu. Foi no museu que teve a oportunidade de preparar sua monografia de 520 páginas, publicada em 1979. Teve a oportunidade de retornar ao Brasil em 1976 e apesar da proibição de trabalho, Herman foi convidado para ser professor sênior na Universidade Santa Úrsula, no Rio de Janeiro, onde lecionou parasitologia e entomologia.
Herman trabalhou com materiais do Brasil, da Argentina, Uruguai e Paraguai, além de ministrar cursos e palestras tanto no país quanto no exterior. Foi fundador e editor da Revista Brasileira de Biologia (1941–1981) e editor da revista Memórias do Instituto Oswaldo Cruz (1955, 1959–1964). Publicou mais de 240 artigos científicos, 83 deles na área de helmintos e nematoides.
Foi um dos editores do Atlas de vetores da Doença de Chagas nas Américas, em 1998, publicado em três volumes em inglês e em português, livro considerado referência na área. Era membro de várias sociedades científicas, incluindo a Academia Brasileira de Ciências, Sociedade Brasileira de Zoologia, Sociedade Brasileira de Parasitologia, Sociedade Chilena de Entomologia, entre outras. Foi fundador da Sociedade Brasileira de Zoologia, da Sociedade Brasileira de Microbiologia e da Sociedade Brasileira para o Progresso da Ciência (SBPC).
Ganhou diversos prêmios na carreira, incluindo a Comenda e a Grã Cruz da Ordem Nacional do Mérito Científico em 1995 e 2002, respectivamente. A comunidade científica o honrou com 21 espécies nomeadas em sua homenagem.

## Últimos anos
Em 2003, Herman decidiu reteornar para a Fiocruz de maneira a dar continuidade a seus estudos em entomologia. Em 2004, foi nomeado professor emérito da Fiocruz, onde trabalhou até seus últimos dias.

## Morte
Herman morreu em 7 de junho de 2004, no Rio de Janeiro, aos 92 anos, de causas naturais. Ele foi sepultado no Cemitério São Francisco de Paula, na capital fluminense.

## Obra
- Lent, Herman (2019). O massacre de manguinhos 2 ed. [S.l.]: Fiocruz. 112 páginas. ISBN 9788575416280. doi:10.7476/9788575416402